# Israel Friedlaender

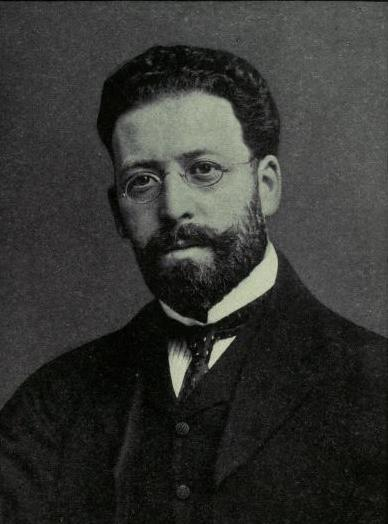
Israel Friedlaender

Israel Friedlaender (auch Friedländer, Friedlander; geboren am 6. September 1876 in Kowel, Russisches Kaiserreich (heute Ukraine); gestorben am 5. Juli 1920 in Jarmolynzi bei Kamjanez-Podilskyj, Sowjetunion) war Rabbiner, Lehrer und Bibelgelehrter.

## Leben und Werk
Aufgewachsen in Warschau absolvierte Israel Friedlaender ab 1896 ein Studium an der Friedrich-Wilhelms-Universität in Berlin, bis er 1900 an die Universität Straßburg wechselte, wo er 1901 bei Theodor Nöldeke mit einer Untersuchung über Maimonides promovierte; die Arbeit wurde im nächsten Jahr, wie damals üblich, in verkürzter Form veröffentlicht. Straßburg war dann auch bis 1903 die erste Station seiner akademischen Laufbahn als Privatdozent und Lehrbeauftragter für Semitische Sprachen. Parallel zum Studium betrieb er die Ausbildung zum Rabbiner und erlangte ebenfalls 1901 seine Semicha an dem von Esriel Hildesheimer gegründeten Rabbinerseminar zu Berlin.
Im Oktober 1903 siedelte Friedlaender in die Vereinigten Staaten über. Durch Vermittlung von Solomon Schechter konnte er am Jewish Theological Seminary of America in New York City eine Lehrtätigkeit aufnehmen und unterrichtete als Sabato Morais Professor of Biblical Literature and Exegesis bis zum Ende seines Lebens Bibelwissenschaften, Philosophie und Geschichte des Judentums. Er galt als einer der bedeutendsten Arabisten des Landes. Neben seiner Lehrtätigkeit unterstützte er Kollegen bei der Übersetzung von Texten vor allem aus dem Deutschen und Russischen und gab selbst einige wichtige Werke in deutscher Übersetzung heraus. Neben seiner wissenschaftlichen Tätigkeit bekleidete er verschiedene Ämter des amerikanischen Judentums: so war er Mitglied im Verwaltungsrat der Intercollegiate Menorah Society, im Exekutivkomitee des Bureau of Education of the Jewish Community in New York City sowie dem Exekutivkomitee der Federation of American Zionists. Er war bekannt als leidenschaftlicher Unterstützer des Zionismus. Im Jahr 1912 begründete er zusammen mit Rabbi Mordechai M. Kaplan die Young-Israel-Bewegung des modernen orthodoxen Judentums.
Nach einigen Jahren in den USA kehrte er noch einmal zu einem Stoff zurück, das seinen gleichzeitigen Studien eher fern lag, mit dem er sich aber in seiner Straßburger Zeit intensiv befasst hatte: der geheimnisvollen Gestalt al-Chidr (von ihm als Chadir transkribiert), die in verschiedenen Texten des frühen Islam, vor allem auch dem Koran selbst vorkommt, mit Bezügen zum Alten Testament, sowie zum Klassischen Altertum, hier besonders zum Alexanderroman. Indem er Quellen aufdeckte und erschloss, die den Klassischen Philologen aus sprachlichen Gründen nicht zugänglich waren, förderte er das Verständnis für das Zustandekommen der späteren Rezensionen dieses Textes.
Im Jahre 1905 heiratete er Lilian Bentwich (1882 bis 1954), älteste Tochter von Herbert Bentwich, aus einer bedeutenden jüdisch-zionistisch gesinnten Londoner Familie, zu der gleichfalls Solomon Schechter die Verbindung hergestellt hatte. Das Paar bekam sechs Kinder, aber bereits 1920 nahm sein Leben ein jähes, unglückliches Ende. Als er in den Wirren des Polnisch-Sowjetischen Krieges zusammen mit zwei Freunden im Auftrag des American Joint Distribution Committee die Lage der jüdischen Gemeinden in Polen und der Ukraine beobachten und sich dazu der Unterstützung von Marschall Piłsudski versichern wollte, kam es auf der Straße von Kamjanez-Podilskyj nach Lemberg am Ortseingang von Jarmolynzi zu einem folgenschweren Zwischenfall. Die Angehörigen der kleinen Gruppe wurden, zumal da sie in amerikanischen Uniformen auftraten, für polnische Offiziere gehalten und von Angehörigen der Roten Armee getötet. Friedländers Leiche wurde zunächst im Friedhof von Jarmolynzi beigesetzt, im Jahre 2001 aber auf das Grundstück der Familie seiner Frau auf dem Skopusberg in Jerusalem überführt.

## Schriften
Bibliographie: Cohen, Boaz: Israel Friedlaender. A bibliography of his writings with an appreciation. Moinester, New York, N.Y. 1936.
- Der Sprachgebrauch des Maimonides: Ein lexikalischer und grammatischer Beitrag zur Kenntnis des Mittelarabischen. (Bd. 1. Arabisch-deutsches Lexikon). Kauffmann, Frankfurt a. M. 1902. [Mehr nicht erschienen] online
- The problem of Judaism in America. Jewish Comment, Baltimore, Md. 1909.
- The heterodoxies of the Shiites according to Ibn Hazm. Introd., transl. and commentary. New Haven, Conn. 1909. online
- Die Chadhirlegende und der Alexanderroman. Eine sagengeschichtliche und literarhistorische Untersuchung. Teubner, Leipzig 1913. online
- The Jews of Russia and Poland. A bird's-eye view of their history and culture. Putnam, New York 1915.online
- Past and present. A collection of Jewish essays. Ark Publ., Cincinnati, Ohio 1919. online